# NGC 4940
NGC 4940 is een spiraalvormig sterrenstelsel in het sterrenbeeld Centaur. Het hemelobject werd op 3 maart 1837 ontdekt door de Britse astronoom John Herschel.

## Synoniemen
- ESO 269-42
- IRAS 13021-4658
- PGC 45235